# Polytechnique
Polytechnique és una pel·lícula quebequesa de l'any 2009 dirigida per Denis Villeneuve i escrita per aquest i Jacques Davidts. Rodada al Quebec i basada en la Massacre de l'Escola Politècnica de Mont-real, la pel·lícula recrea els esdeveniments del 6 de desembre de 1989 a través dels ulls de dos estudiants que presencien com un home armat assassina catorze estudiants dones.
Després d'estrenar-se al Quebec el febrer de 2009, va ser presentada al Festival de Cinema de Cannes del mateix any. Va rebre nou Premis Génie, incloent el de Millor pel·lícula.

## Argument
Durant una classe a l'Escola Politècnica, un estudiant entra a l'aula amb un fusell d'assalt. Després de disparar al sostre, ordena als homes sortir-ne i a les dones quedar-s'hi. Crida que odia les feministes i les dispara, matant-ne unes i ferint les altres. Després transita pels passadissos, la cafeteria i una altra aula, cercant específicament dones a qui disparar. Al final, es dispara amb la seva pròpia arma.
Un dels estudiants masculins és Jean-François, que enlloc de fugir torna a intentar aturar l'assassí i ajudar les víctimes. Valérie i Stéphanie, dues dones supervivents, es fan les mortes pensant que l'assassí ha tornat. Tanmatei, Stéphanie mor després a causa de les ferides.
Al cap d'un temps, Jean-François, sentint-se culpable d'haver complert l'ordre de sortir de l'aula i haver abandonat les dones, se suïcida per intoxicació amb monòxid de carboni. Valérie, que porta l'Anell de Ferro, l'anell professional dels enginyers canadencs, s'assabenta que està embarassada, planejant si és un fill dir-li que sigui afectuós i si és una filla que el món li pertany.

## Repartiment
- Maxim Gaudette: "L'assassí", Marc Lépine
- Sébastien Huberdeau: Jean-François
- Karine Vanasse: Valérie
- Marie-Évelyne Baribeau: Estudiant
- Évelyne Brochu: Stéphanie
- Mireille Brullemans: Secretària de l'oficina d'admissió
- Pierre-Yves Cardinal: Éric
- Larissa Corriveau: Veïna de l'assassí
- Sophie Desmarais: Estudiant
- Jonathan Dubsky: Estudiant
- Marina Eva: Estudiant
- Emmanuelle Girard: Estudiant
- Nathalie Girard: Estudiant
- Adam Kosh: Company de pis de l'assassí
- Manon Lapointe: Mare de l'assassí
- Pierre-Xavier Martel: Agent de seguretat
- Johanne-Marie Tremblay: Mare de Jean-François
- Anne Trudel: Estudiant

## Producció
Karine Vanasse, que fa de Valérie a la pel·lícula i portava anys volent fer una pel·lícula sobre la massacre, va col·laborar en la producció de Polytechnique. Va aconsenguir que Denis Villeneuve dirigís la pel·lícula, qui ja era conegut per haver realitzat la pel·lícula Maelström l'any 2000. Malgrat la sensibilitat social existent respecte de l'atac terrorista al Quebec, Villeneuve va afirmar no ser aviat per fer-ne una pel·lícula, i que hi havia una debat públic important a tenir en compte.
Vanasse investigà parlant amb les famílies de les dones assassinades a l'Escola Politècnica de Mont-real. A la pel·lícula, una de les dones li diu a l'assassí que les estudiants no són feministes.

### Rodatge

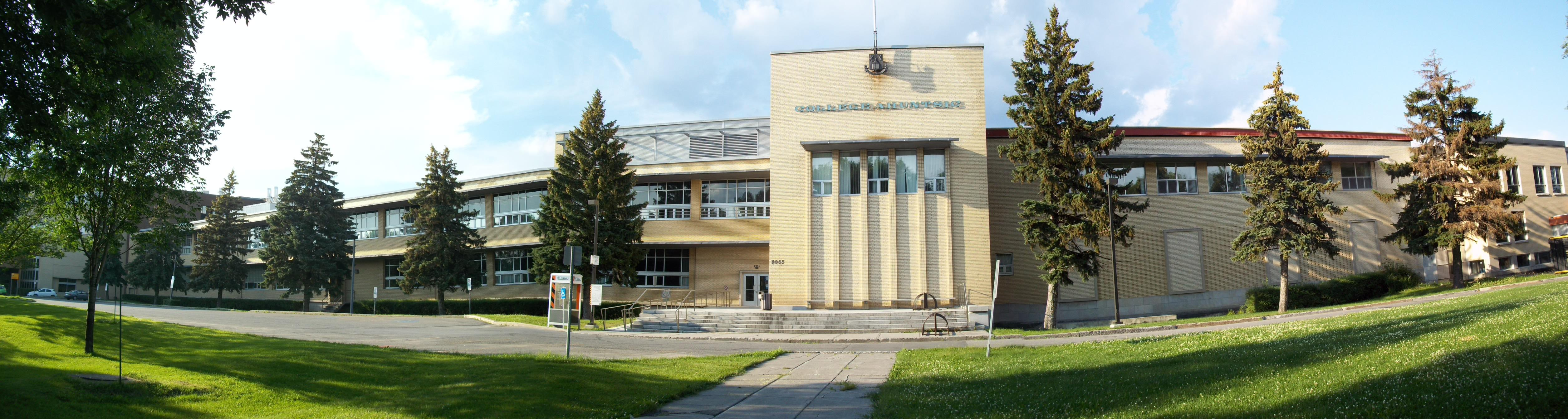
Collège Ahuntsic on es va rodar la pel·lícula

L'Escola Politècnica va autoritzar els cineastes a utilitzar el campus com a localització, però Villeneuve va optar per no fer-ho per respecte. La pel·lícula va ser rodada al Collège de Maisonneuve i al Collège Ahuntsic, així com a Griffintown i Westmount. Villeneuve va rodar la pel·lícula en blanc i negre a fi de evitar la presència de sang a la pantalla.
Hi hi havia dues versions de la pel·lícula, una en anglès i una en francès. El director Denis Villeneuve esperava que la pel·lícula entraria al mercat anglo-canadenc i als EUA. Villeneuve va afirmar que el treball era un repte pel treball i l'equip.
| Premi                            | Data de cerimònia | Categoria                     | Destinatari(s)                                                    | Resultat  | Ref(s)      |
| -------------------------------- | ----------------- | ----------------------------- | ----------------------------------------------------------------- | --------- | ----------- |
| Premis Génie                     | 12 Abril 2010     | Millor pel·lícula             | Maxime Rémillard i Don Carmody                                    | Guanyador | [ 6 ] [ 7 ] |
| Premis Génie                     | 12 Abril 2010     | Millor direcció               | Denis Villeneuve                                                  | Guanyador | [ 6 ] [ 7 ] |
| Premis Génie                     | 12 Abril 2010     | Millor actriu                 | Karine Vanasse                                                    | Guanyador | [ 6 ] [ 7 ] |
| Premis Génie                     | 12 Abril 2010     | Millor actor secundari        | Maxim Gaudette                                                    | Guanyador | [ 6 ] [ 7 ] |
| Premis Génie                     | 12 Abril 2010     | Millor guió original          | Jacques Davidts                                                   | Guanyador | [ 6 ] [ 7 ] |
| Premis Génie                     | 12 Abril 2010     | Millor fotografia             | Pierre Gill                                                       | Guanyador | [ 6 ] [ 7 ] |
| Premis Génie                     | 12 Abril 2010     | Millor muntatge               | Richard Comeau                                                    | Guanyador | [ 6 ] [ 7 ] |
| Premis Génie                     | 12 Abril 2010     | millor so                     | Stéphane Bergeron, Pierre Blain, Jo Caron i Benoit Leduc          | Guanyador | [ 6 ] [ 7 ] |
| Premis Génie                     | 12 Abril 2010     | Millor edició de so           | Claude Beaugrand, Guy Francoeur, Carole Gagnon i Christian Rivest | Guanyador | [ 6 ] [ 7 ] |
| Premis Génie                     | 12 Abril 2010     | Millor banda sonora           | Benoît Charest                                                    | Nominat   | [ 6 ] [ 7 ] |
| Premis Génie                     | 12 Abril 2010     | Millor maquillatge            | Djina Caron I Martin Rivest                                       | Nominat   | [ 6 ] [ 7 ] |
| Premis Iris                      | Març 2010         | Millor pel·lícula             | Polytechnique                                                     | Nominat   | [ 8 ]       |
| Premis Iris                      | Març 2010         | Millor direcció               | Denis Villeneuve                                                  | Guanyador | [ 9 ]       |
| Premis Iris                      | Març 2010         | Millor actor secundari        | Maxim Gaudette                                                    | Guanyador | [ 9 ]       |
| Premis Iris                      | Març 2010         | Millor fotografia             | Pierre Gill                                                       | Guanyador | [ 9 ]       |
| Premis Iris                      | Març 2010         | Millor edició                 | Richard Comeau                                                    | Guanyador | [ 9 ]       |
| Premis Iris                      | Març 2010         | Millor so                     | Pierre Blain, Claude Beaugrand i Stéphane Bergeron                | Guanyador | [ 9 ]       |
| Premis Iris                      | Març 2010         | Millor banda sonora           | Benoît Charest                                                    | Nominat   | [ 9 ]       |
| Associació de Crítics de Toronto | 16 desembre 2009  | Premi al millor film canadenc | Polytechnique                                                     | Guanyador | [ 10 ]      |